# Organic Letters
Organic Letters (abrégé en Org. Lett.) est une revue scientifique bimensuelle à comité de lecture qui publie des articles de recherches originales sous forme de communications concernant la chimie organique.
D'après le Journal Citation Reports, le facteur d'impact de ce journal était de 6,364 en 2014. L'actuel directeur de publication est Amos B. Smith III (Université de Pennsylvanie, États-Unis).
Parmi les rédacteurs en chef figure Song Lin.